# Fußball-Club 08 Homburg/Saar 1987-1988
Questa voce raccoglie le informazioni riguardanti il Fußball-Club 08 Homburg/Saar nelle competizioni ufficiali della stagione 1987-1988.

## Stagione
Nella stagione 1987-1988 l'Homburg, allenato da Uwe Klimaschefski, Gerd Schwickert e Slobodan Čendić, concluse il campionato di Bundesliga al 17º posto. In Coppa di Germania l'Homburg fu eliminato al primo turno dall'Amburgo.

## Rosa
| N. |                        | Ruolo | Calciatore        |
| -- | ---------------------- | ----- | ----------------- |
|    | Germania (bandiera)    | P     | Gregor Quasten    |
|    | Germania (bandiera)    | P     | Uwe Radmacher     |
|    | Germania (bandiera)    | P     | Klaus Scherer     |
|    | Germania (bandiera)    | P     | Werner Vollack    |
|    | Germania (bandiera)    | D     | Reinhard Brendel  |
|    | Stati Uniti (bandiera) | D     | Tom Dooley        |
|    | Germania (bandiera)    | D     | Horst Ehrmantraut |
|    | Germania (bandiera)    | D     | Roman Geszlecht   |
|    | Germania (bandiera)    | D     | Andreas Hentrich  |
|    | Germania (bandiera)    | D     | Andreas Keim      |
|    | Polonia (bandiera)     | D     | Detsi Kruszyński  |
|    | Germania (bandiera)    | D     | Frank Lebong      |
|    | Germania (bandiera)    | D     | Oliver Westerbeek |
|    | Polonia (bandiera)     | D     | Roman Wójcicki    |

| N. |                     | Ruolo | Calciatore       |
| -- | ------------------- | ----- | ---------------- |
|    | Germania (bandiera) | C     | Michael Blättel  |
|    | Germania (bandiera) | C     | Jimmy Hartwig    |
|    | Germania (bandiera) | C     | Stefan Jambo     |
|    | Germania (bandiera) | C     | Jörg Kallenborn  |
|    | Germania (bandiera) | C     | Thorsten Lahm    |
|    | Germania (bandiera) | C     | Werner Mörsdorf  |
|    | Germania (bandiera) | C     | Thomas Stickroth |
|    | Germania (bandiera) | C     | Günter Zeller    |
|    | Germania (bandiera) | A     | Lothar Dittmer   |
|    | Germania (bandiera) | A     | Uwe Freiler      |
|    | Germania (bandiera) | A     | Bernd Gries      |
|    | Germania (bandiera) | A     | Walter Kelsch    |
|    | Brasile (bandiera)  | A     | Luciano Martins  |
|    | Germania (bandiera) | A     | Wolfgang Schäfer |

## Organigramma societario
Area tecnica
- Allenatore: Slobodan Čendić
- Allenatore in seconda:
- Preparatore dei portieri:
- Preparatori atletici:

## Calciomercato

### Sessione estiva
| Acquisti | Acquisti         | Acquisti               | Acquisti |
| R.       | Nome             | da                     | Modalità |
| -------- | ---------------- | ---------------------- | -------- |
| P        | Werner Vollack   | Uerdingen 05           |          |
| C        | Michael Blättel  | Fortuna Düsseldorf     |          |
| C        | Lars Ellmerich   | Eintracht Braunschweig |          |
| D        | Andreas Keim     | Fortuna Düsseldorf     |          |
| D        | Detsi Kruszyński | Saarbrücken            |          |
| A        | Luciano Martins  | Portimonense           |          |
| P        | Gregor Quasten   | Waldhof Mannheim       |          |
| P        | Uwe Radmacher    | VfR Bürstadt           |          |

| Cessioni | Cessioni          | Cessioni         | Cessioni |
| R.       | Nome              | a                | Modalità |
| -------- | ----------------- | ---------------- | -------- |
| C        | Andrzej Buncol    | Bayer Leverkusen |          |
| D        | Friedhelm Frenken | Fortuna Colonia  |          |
| D        | Kurt Knoll        | Saarbrücken      |          |

### Sessione invernale
| Acquisti | Acquisti       | Acquisti | Acquisti |
| R.       | Nome           | da       | Modalità |
| -------- | -------------- | -------- | -------- |
| A        | Lothar Dittmer | Amburgo  |          |

| Cessioni | Cessioni       | Cessioni | Cessioni |
| R.       | Nome           | a        | Modalità |
| -------- | -------------- | -------- | -------- |
| C        | Lars Ellmerich | Ulma     |          |

## Risultati

### Bundesliga

#### Girone di andata
| Arbitro: | Zimmermann |

|                             |           |                |
| Walter 44’ Sigurvinsson 48’ | Marcatori | 61’ Westerbeek |

| Arbitro: | Amerell |

|             |           |               |
| Schäfer 27’ | Marcatori | 75’ de Keyser |

| Arbitro: | Mierswa |

|                 |           |  |
| Dickel 21’, 27’ | Marcatori |  |

| Arbitro: | Kruse |

|                              |           |                          |
| Freiler 30’ Schäfer 67’, 77’ | Marcatori | 49’ Matthäus 87’ Wegmann |

| Ludwigshafen am Rhein 25 agosto 1987, ore 20:00 CEST 5ª giornata | Waldhof Mannheim | 0 – 0 referto | Homburg | Südweststadion (10 000 spett.)\| Arbitro: \| Broska \| |
| Arbitro:                                                         | Broska           |               |         |                                                        |

| Arbitro: | Krug |

|  |           |                      |
|  | Marcatori | 33’ Bein 78’ Okoński |

| Arbitro: | Pauly |

|  |           |                                           |
|  | Marcatori | 29’, 42’ Andersen 80’ Dittwar 89’ Schwabl |

| Arbitro: | Scheuerer |

|                              |           |  |
| Bakalorz 10’ Hochstätter 33’ | Marcatori |  |

| Arbitro: | Kautschor |

|                                                         |           |                         |
| Keim 47’ Westerbeek 52’ Kruszyński 55’ Blättel 59’, 67’ | Marcatori | 43’ Détári 80’ Smolarek |

| Arbitro: | Tritschler |

|                              |           |  |
| Steiner 35’, 73’ Povlsen 67’ | Marcatori |  |

| Arbitro: | Weber |

|             |           |                 |
| Freiler 41’ | Marcatori | 80’ Burgsmüller |

| Arbitro: | Heitmann |

|                           |           |  |
| Götz 44’, 75’ Goldbæk 90’ | Marcatori |  |

| Arbitro: | Assenmacher |

|           |           |             |
| Jambo 37’ | Marcatori | 20’ Surmann |

| Arbitro: | Pauly |

|                        |           |             |
| Hermann 50’ Heisig 75’ | Marcatori | 26’ Freiler |

| Arbitro: | Brehm |

|                                     |           |                      |
| Stickroth 7’ Dooley 44’ Freiler 88’ | Marcatori | 14’ Allievi 52’ Roos |

| Arbitro: | Umbach |

|                                |           |                                                 |
| Epp 6’, 61’ Legat 64’ Kree 67’ | Marcatori | 5’ Westerbeek 40’ (rig.) Jambo 87’, 90’ Schäfer |

| Arbitro: | Neuner |

|                               |           |                           |
| Schäfer 14’ Funkel 18’ (aut.) | Marcatori | 1’ Kirchhoff 48’ Bierhoff |

#### Girone di ritorno
| Arbitro: | Osmers |

|                           |           |                        |
| Stickroth 30’ Blättel 87’ | Marcatori | 37’ Walter 54’ Gaudino |

| Arbitro: | Wittke |

|                   |           |              |
| Tita 25’ Götz 29’ | Marcatori | 64’ Wójcicki |

| Arbitro: | Schmidhuber |

|  |           |                              |
|  | Marcatori | 21’ Storck 23’ Mill 55’ Hupe |

| Arbitro: | Ahlenfelder |

|                                                                              |           |  |
| Wohlfarth 8’, 77’ Brehme 54’ Matthäus 58’ (rig.) Pflügler 72’ Rummenigge 79’ | Marcatori |  |

| Arbitro: | Heitmann |

|              |           |               |
| Wójcicki 28’ | Marcatori | 6’ Bockenfeld |

| Arbitro: | Weber |

|                        |           |            |
| Kastl 45’ Plessers 88’ | Marcatori | 41’ Kelsch |

| Arbitro: | Richmann |

|                        |           |  |
| Eckstein 21’ Giske 32’ | Marcatori |  |

| Homburg 22 marzo 1988, ore 17:00 CET 25ª giornata | Homburg    | 0 – 0 referto | Borussia M'gladbach | Waldstadion (6 500 spett.)\| Arbitro: \| Zimmermann \| |
| Arbitro:                                          | Zimmermann |               |                     |                                                        |

| Arbitro: | Broska |

|            |           |                 |
| Détári 61’ | Marcatori | 8’, 47’ Freiler |

| Arbitro: | Boos |

|            |           |  |
| Dooley 45’ | Marcatori |  |

| Arbitro: | Fux |

|                                   |           |  |
| Neubarth 36’ Sauer 60’ Riedle 76’ | Marcatori |  |

| Arbitro: | Gabor |

|                                       |           |                |
| Schäfer 54’ Kelsch 72’ Kruszyński 90’ | Marcatori | 77’ Tschiskale |

| Arbitro: | Strigel |

|                                                         |           |             |
| Dierßen 6’ Reich 13’ Grillemeier 66’ Drews 74’ Kohn 85’ | Marcatori | 31’ Schäfer |

| Arbitro: | Assenmacher |

|          |           |  |
| Keim 61’ | Marcatori |  |

| Arbitro: | Pauly |

|            |           |  |
| Schupp 57’ | Marcatori |  |

| Arbitro: | Brehm |

|             |           |            |
| Freiler 62’ | Marcatori | 50’ Knäbel |

| Arbitro: | Amerell |

|                                                 |           |             |
| Kuntz 28’, 71’ Witeczek 52’ Thommessen 79’, 89’ | Marcatori | 43’ Schäfer |

### Coppa di Germania
| Arbitro: | Boos |

|                                        |           |  |
| Kaltz 15’ (rig.) Gründel 34’ Kastl 73’ | Marcatori |  |

## Statistiche

### Statistiche di squadra
| Competizione      | Punti | In casa | In casa | In casa | In casa | In casa | In casa | In trasferta | In trasferta | In trasferta | In trasferta | In trasferta | In trasferta | Totale | Totale | Totale | Totale | Totale | Totale | DR  |
| Competizione      | Punti | G       | V       | N       | P       | Gf      | Gs      | G            | V            | N            | P            | Gf           | Gs           | G      | V      | N      | P      | Gf     | Gs     | DR  |
| ----------------- | ----- | ------- | ------- | ------- | ------- | ------- | ------- | ------------ | ------------ | ------------ | ------------ | ------------ | ------------ | ------ | ------ | ------ | ------ | ------ | ------ | --- |
| Bundesliga        | 24    | 17      | 6       | 8       | 3       | 25      | 25      | 17           | 1            | 2            | 14           | 12           | 45           | 34     | 7      | 10     | 17     | 37     | 70     | -33 |
| Coppa di Germania | -     | 0       | 0       | 0       | 0       | 0       | 0       | 1            | 0            | 0            | 1            | 0            | 3            | 1      | 0      | 0      | 1      | 0      | 3      | -3  |
| Totale            | 24    | 17      | 6       | 8       | 3       | 25      | 25      | 18           | 1            | 2            | 15           | 12           | 48           | 35     | 7      | 10     | 18     | 37     | 73     | -36 |

### Andamento in campionato
| Giornata  | 1  | 2  | 3  | 4  | 5  | 6  | 7  | 8  | 9  | 10 | 11 | 12 | 13 | 14 | 15 | 16 | 17 | 18 | 19 | 20 | 21 | 22 | 23 | 24 | 25 | 26 | 27 | 28 | 29 | 30 | 31 | 32 | 33 | 34 |
| --------- | -- | -- | -- | -- | -- | -- | -- | -- | -- | -- | -- | -- | -- | -- | -- | -- | -- | -- | -- | -- | -- | -- | -- | -- | -- | -- | -- | -- | -- | -- | -- | -- | -- | -- |
| Luogo     | T  | C  | T  | C  | T  | C  | C  | T  | C  | T  | C  | T  | C  | T  | C  | T  | C  | C  | T  | C  | T  | C  | T  | T  | C  | T  | C  | T  | C  | T  | C  | T  | C  | T  |
| Risultato | P  | N  | P  | V  | N  | P  | P  | P  | V  | P  | N  | P  | N  | P  | V  | N  | N  | N  | P  | P  | P  | N  | P  | P  | N  | V  | V  | P  | V  | P  | V  | P  | N  | P  |
| Posizione | 12 | 13 | 16 | 14 | 12 | 16 | 18 | 18 | 16 | 17 | 17 | 18 | 18 | 18 | 17 | 17 | 15 | 17 | 17 | 18 | 18 | 18 | 18 | 18 | 18 | 18 | 17 | 18 | 17 | 17 | 17 | 17 | 17 | 17 |

Legenda:

Luogo: C = Casa; T = Trasferta. Risultato: V = Vittoria; N = Pareggio; P = Sconfitta.

### Statistiche dei giocatori
| Giocatore      | Bundesliga | Bundesliga | Bundesliga  | Bundesliga | Coppa di Germania | Coppa di Germania | Coppa di Germania | Coppa di Germania | Totale   | Totale | Totale      | Totale     |
| Giocatore      | Presenze   | Reti       | Ammonizioni | Espulsioni | Presenze          | Reti              | Ammonizioni       | Espulsioni        | Presenze | Reti   | Ammonizioni | Espulsioni |
| -------------- | ---------- | ---------- | ----------- | ---------- | ----------------- | ----------------- | ----------------- | ----------------- | -------- | ------ | ----------- | ---------- |
| M. Blättel     | 29         | 3          | 4           | 0          | 1                 | 0                 | 1                 | 0                 | 30       | 3      | 5           | 0          |
| R. Brendel     | 4          | 0          | 0           | 0          | 0                 | 0                 | 0                 | 0                 | 4        | 0      | 0           | 0          |
| L. Dittmer     | 10         | 0          | 1           | 0          | 0                 | 0                 | 0                 | 0                 | 10       | 0      | 1           | 0          |
| T. Dooley      | 24         | 2          | 3           | 0          | 0                 | 0                 | 0                 | 0                 | 24       | 2      | 3           | 0          |
| H. Ehrmantraut | 21         | 0          | 1           | 0          | 1                 | 0                 | 0                 | 0                 | 22       | 0      | 1           | 0          |
| L. Ellmerich   | 8          | 0          | 2           | 0          | 1                 | 0                 | 0                 | 0                 | 9        | 0      | 2           | 0          |
| U. Freiler     | 33         | 7          | 3           | 0          | 1                 | 0                 | 0                 | 0                 | 34       | 7      | 3           | 0          |
| R. Geszlecht   | 17         | 0          | 1           | 0          | 1                 | 0                 | 0                 | 0                 | 18       | 0      | 1           | 0          |
| B. Gries       | 8          | 0          | 0           | 0          | 0                 | 0                 | 0                 | 0                 | 8        | 0      | 0           | 0          |
| J. Hartwig     | 2          | 0          | 1           | 0          | 0                 | 0                 | 0                 | 0                 | 2        | 0      | 1           | 0          |
| A. Hentrich    | 13         | 0          | 2           | 0          | 0                 | 0                 | 0                 | 0                 | 13       | 0      | 2           | 0          |
| S. Jambo       | 13         | 2          | 0           | 0          | 0                 | 0                 | 0                 | 0                 | 13       | 2      | 0           | 0          |
| J. Kallenborn  | 1          | 0          | 0           | 0          | 0                 | 0                 | 0                 | 0                 | 1        | 0      | 0           | 0          |
| A. Keim        | 33         | 2          | 5           | 0          | 0                 | 0                 | 0                 | 0                 | 33       | 2      | 5           | 0          |
| W. Kelsch      | 29         | 2          | 5           | 0          | 1                 | 0                 | 0                 | 0                 | 30       | 2      | 5           | 0          |
| D. Kruszyński  | 33         | 2          | 5           | 0          | 1                 | 0                 | 0                 | 0                 | 34       | 2      | 5           | 0          |
| T. Lahm        | 2          | 0          | 1           | 0          | 0                 | 0                 | 0                 | 0                 | 2        | 0      | 1           | 0          |
| F. Lebong      | 3          | 0          | 0           | 0          | 0                 | 0                 | 0                 | 0                 | 3        | 0      | 0           | 0          |
| L. Martins     | 19         | 0          | 1           | 0          | 1                 | 0                 | 0                 | 0                 | 20       | 0      | 1           | 0          |
| W. Mörsdorf    | 2          | 0          | 0           | 0          | 0                 | 0                 | 0                 | 0                 | 2        | 0      | 0           | 0          |
| G. Quasten     | 8          | 0          | 2           | 0          | 0                 | 0                 | 0                 | 0                 | 8        | 0      | 2           | 0          |
| U. Radmacher   | 0          | 0          | 0           | 0          | 0                 | 0                 | 0                 | 0                 | 0        | 0      | 0           | 0          |
| K. Scherer     | 10         | 0          | 0           | 0          | 1                 | 0                 | 0                 | 0                 | 11       | 0      | 0           | 0          |
| W. Schäfer     | 24         | 9          | 0           | 0          | 1                 | 0                 | 0                 | 0                 | 25       | 9      | 0           | 0          |
| T. Stickroth   | 33         | 2          | 2           | 0          | 1                 | 0                 | 1                 | 0                 | 34       | 2      | 3           | 0          |
| W. Vollack     | 16         | 0          | 0           | 0          | 0                 | 0                 | 0                 | 0                 | 16       | 0      | 0           | 0          |
| O. Westerbeek  | 12         | 3          | 1           | 0          | 1                 | 0                 | 0                 | 0                 | 13       | 3      | 1           | 0          |
| R. Wójcicki    | 29         | 2          | 7           | 0          | 1                 | 0                 | 0                 | 0                 | 30       | 2      | 7           | 0          |
| G. Zeller      | 1          | 0          | 0           | 0          | 0                 | 0                 | 0                 | 0                 | 1        | 0      | 0           | 0          |